# Hermann Westhoff (Hauptpastor)

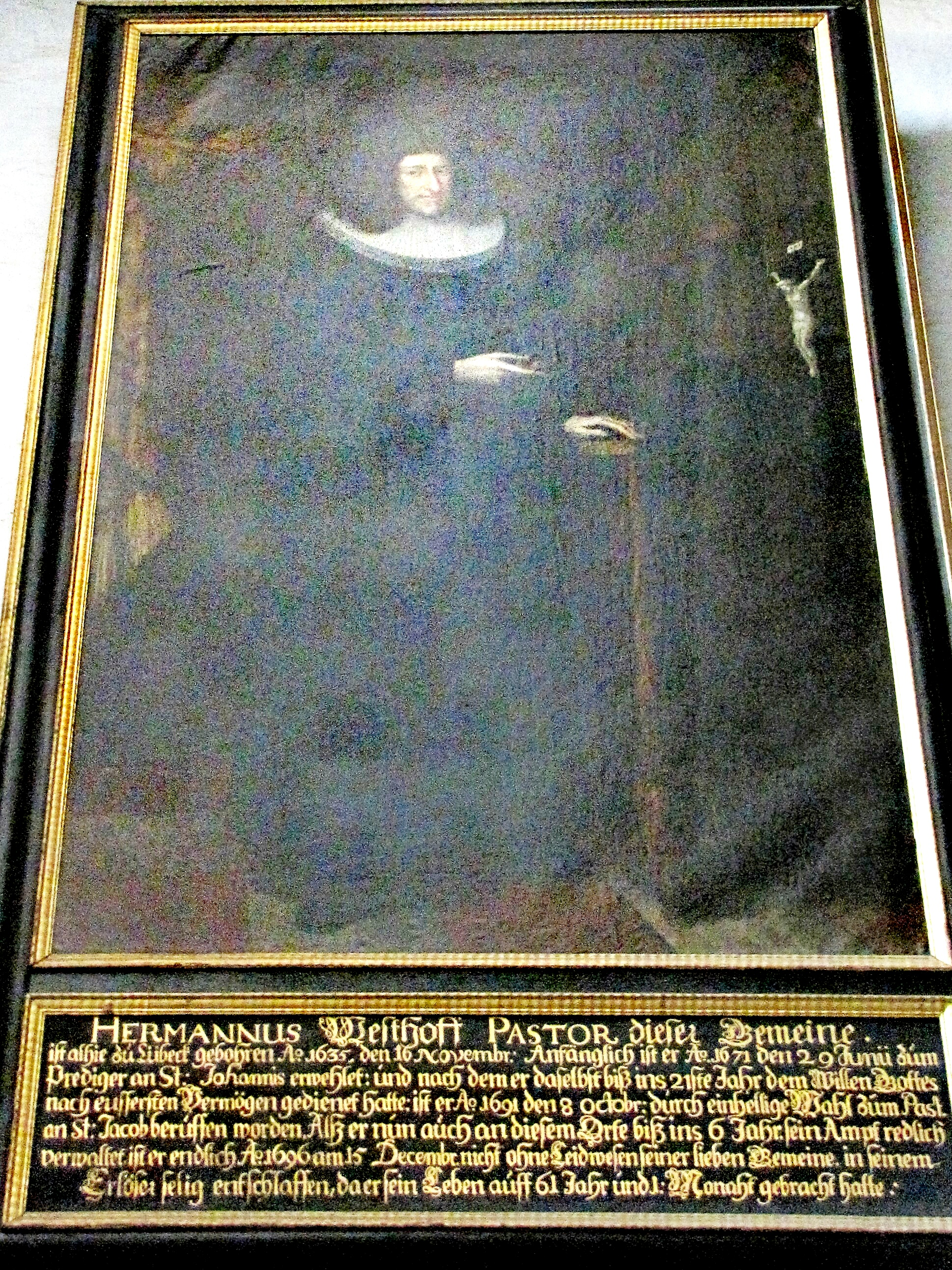
Hermann Westhoff, Gedenkgemälde in St. Jakobi

Hermann Westhoff der Jüngere (* 6. November 1635 in Lübeck; † 15. Dezember 1696 ebenda) war ein deutscher evangelisch-lutherischer Geistlicher und Hauptpastor an St. Jakobi in Lübeck.

## Leben
Er war ein Sohn des gleichnamigen Lübecker Stadtphysicus Hermann Westhoff und dessen Frau Magdalena, geb. Rodbart. Nach dem Besuch des Katharineums zu Lübeck studierte er ab 1652 Evangelische Theologie an den Universitäten Rostock, Gießen und Leipzig. In Gießen war er 1657/58 Respondent dreier Disputationen unter dem Vorsitz von Kaspar Ebel und David Christiani, und graduierte zum Magister artium.
Nach dem Tod seines Bruders, des Arztes Heinrich Westhoff, kehrte er 1671 nach Lübeck zurück, wo er zum Prediger des St.-Johannis-Klosters berufen wurde. Von 1691 bis zu seinem Tod war er Hauptpastor der Jakobikirche. An ihn erinnert ein ganzfiguriges Pastorenbildnis in der Turmhalle von St. Jakobi. Er wurde jedoch nicht hier, sondern in einem neu erworbenen Familiengrab in St. Katharinen beigesetzt.
Enoch Svantenius hielt seine Trauerrede, die auch gedruckt wurde.
Er war verheiratet mit Christina, geb. Sandhagen. Eine Tochter, Catharina Elisabeth († 1712), heiratete den Pastor Christoph Rohn.

## Schriften
- Exercitatio Philosophica De Anima Separata / Quam … Sub Praesidio … Dn. M. Caspari Ebelii … Publico eruditorum examini subiicit Hermannus Westhof. Lubecens. Autor & Resp. Ad diem IV. Iulii ... Giessae Hassorum: Typis Chemlinianis 1657
- […] Collegii Publici Anti-Papistici Disputatio Sexta, De Papatu, Eiusque Vel Electione, Vel Desertione Et Fuga. / Quam, Praeside … Dn. Davide Christiani, SS. Theologiae Doctore, Eiusdemq[ue] P.P. In Auditorio Theologorum, die Novembr. publice defendet Hermannus Westhoff/ Lubec. Saxo. ... Giessae Cattorum: Hampelius 1657
- Positionum Philologicarum Adversus Hugonis Grotii Annotationes In Johannem Decas Secunda / quam … in florentissima Giess. Academia ad d. 3. Februar. horis mat. Praeside M. Christiano Nifanio … proponit Hermannus Westhoff/ Lubecensis. [Gießen]: Prælo Chemliniano, 1658 (Digitalisat)